# Apalonia singularitheca
Apalonia singularitheca (лат.) — вид жуков-стафилинид рода Apalonia из подсемейства Aleocharinae. Французская Гвиана. Мирмекофильный вид.

## Описание
Мелкие коротконадкрылые жуки. Мирмекофильный вид. Длина тела 3 мм. Тело блестящее и в основном коричневое, голова и переднеспинка красновато-коричневые, основание брюшка красновато-жёлтое с коричневым базальным пятном; усики чёрно-коричневые с двумя базальными антенномерами, основание третьего и одиннадцатого жёлто-красноватого цвета; ноги жёлто-красноватые, дистальная половина задних бедер жёлто-коричневая. Глаза при виде сверху длиннее постокулярной области. Второй антенномер короче первого, третий длиннее второго, от четвертого до десятого поперечные. Этимология: новый вид получил свое название от очень необычной, уникальной формы сперматеки.  Формула лапок 4-5-5. Голова с отчетливой шеей. Максиллярные щупики состоят из 4 члеников, а лабиальные щупики из 3 сегментов.
Вид был впервые описан в 2015 году итальянским энтомологом Роберто Пейсом (Roberto Pace; 1935—2017) по материалам из Южной Америки (Французская Гвиана).